# Divisão N.º 17 (Alberta)
A Divisão N.º 17 é uma das dezenove divisões do censo da província canadense de Alberta, conforme definido pela Statistics Canada. A divisão está localizada na Região Norte de Alberta, e sua maior cidade é Slave Lake. A área é a maior das 19 divisões do censo em Alberta, e também tem a menor densidade populacional entre elas.

## Demografia
De acordo com o censo populacional de 2011, a Divisão n.º 17 tinha uma população de 61.504 pessoas em 19.572 das 22.683 residências, uma variação de 3,7% em relação à população de 59.282 habitantes no censo de 2006. Com uma extensão territorial de 192.116 km², a divisão tinha uma densidade populacional de 0,3 pessoas por quilômetro quadrado em 2011, a menor entre todas as  divisões de Alberta.